# Ley de Aitken
La Ley de Aitken, llamada así en honor al profesor A.J. Aitken que la formuló, describe cómo la longitud del timbre de las vocales en escocés e inglés de Escocia está condicionada por la posición en la palabra. La regla afecta a todas las vocales en los dialectos centrales del escocés, mientras que en los dialectos periféricos no se aplica en algunas vocales.
(Los valores fonéticos en IPA)
- [ə], [ɪ], [ʌ], [ɛ] y [a] son normalmente cortas.
- [e], [i], [o], [u] y [ø] son normalmente largas:
  - en sílabas acentuadas ante [v], [ð], [z], [ʒ] y [r].
  - antes de vocal y
  - antes de límite de morfema.
- [ɑ], [ɒ] y [ɔ] son normalmente largas en la mayoría de los dialectos.
- El diptongo [əi] normalmente aparece alrededor de vocales cortas y [aɪ] de vocales largas, tal como se ha descrito más arriba.

- Datos: Q2746246